# Szabó Gertrúd
Szabó Gertrúd (1975. –) magyar színésznő, szinkronszínész. Főként szinkronizál, de időnként a színpadon is fellép. Járt a Színház- és Filmművészeti Főiskolára, tanulmányait azonban külföldön fejezte be.

## Színpadi szerepei
- Madách Imre: Mózes – Amra, a moabita leány (bemutató: 2001. október 28., Evangélium Színház)

## Szinkronszerepei

### Filmek
- Egy nap New Yorkban: Lucy Shmeeler – Alice Pearce
- Rohanva jöttek: Dawn Hirsh – Betty Lou Keim
- A detektív: Carol Linjack – Dixie Marquis
- 12+1: Judy – Mylène Demongeot
- Kánikulai délután: Jenny – Carol Kane
- Ide az angol csajokkal: Mireille – Brigitte Bellac
- Első szerelem: Daniela
- Terminátor – A halálosztó: TV–bemondónő – Hettie Lynne Hurtes (2. magyar változat)
- Tőzsdecápák: Lisa, a luxuskurva – Andrea Thompson (2. magyar változat)
- Patty Hearst: Fahizah – Olivia Barash
- Sztárral szemben: TV–riporter a premieren – Karen Duffy (2. magyar változat)
- Lány a hídon: nagytudású kisasszony – Mireille Mossé
- A látnok detektív: lány – Samantha Espie
- Vénusz Szépségszalon: Antoine menyasszonya – Hélène Fillières
- Mementó: Leonard felesége – Jorja Fox
- Novocaine: Sally – Polly Noonan
- Összeesküvés: cselédlány – Clare Bullus
- Suriyothai legendája: Sroy – Fonpa Sadissarat
- Tökös csaj: Bianca – Maria–Elena Laas
- 11:14: Cheri – Rachael Leigh Cook
- Az éneklő detektív: Mills nővér – Katie Holmes
- Fagyhatár: Dr. Monica Kelsey – Alexandra Kamp–Groeneveld
- Holtak háza: Liberty – Kira Clavell
- Igazából szerelem: Harriet, a szexi – Shannon Elizabeth
- Az örökség: Ung – Linda Myrberg
- Aviátor: Jean Harlow – Gwen Stefani
- Bukott angyal: Mchugh – Jennifer Zurowski
- Hiúság vására: Rhoda Swartz – Kathryn Drysdale
- Az ifjú Churchill kalandjai: Scarlett – Mignonne Cox
- Kalandférgek: Christy – Kate Kelton
- Még egy csók: Elsie – Karen Fraser
- Menedék: Chanel – Sarah Carter
- Narco – Belevaló bealvós: ikerlány
- Nevetséges Napóleon: Summer Wheatly – Haylie Duff
- Ottalvós buli: Farrah – Scout Taylor-Compton
- Őrültekháza: Alice – Natasha Lyonne
- Paranoia 1.0: Alice – Ana Maria Popa
- Ragadozó csajok: Constance – Kim Poirier
- Titkok könyvtára – A Szent Lándzsa küldetés: Debra – Lisa Brenner
- A Bermuda-háromszög rejtélye: Cathy Beatty – Katie Farringer
- Elizabethtown: Cindy Hasboro – Emily Rutherfurd
- Mezítlábas szerelem: Nele – Fanny Staffa
- A pofátlan: Brandi – Lauren–Elaine Edleson
- Szép még lehetsz: Joanne – Mena Suvari
- Aquamarine: Marjorie – Tammin Sursok
- Ilyen a formám: Tiffany – Jaqueline Fleming
- Dr. Dolittle 3.: Kiki – Tara Wilson
- Dreamgirls: Michelle Morris – Sharon Leal
- A főfőnök: Mette – Louise Mieritz
- Griffin és Phoenix: Terry – Alison Elliott
- Nagypályás kiskutyák: Belinda, a malac (hangja) – Debra Jo Rupp
- Sziklák szeme: Ruby – Laura Ortiz
- A sziklatanács titka: Irena – Dinara Drukarova
- Titkok könyvtára 2. – Salamon király rejtélye: Debra – Lisa Brenner
- Az utolsó vakáció: Brigitta – Lucie Brezovska
- Volt egyszer egy másik Amerika: Honey Bun – Annalisia Simone
- Mielőtt az ördög rád talál: Katherine – Arija Bareikis
- Nászfrász: Janine – Rachael Harris
- Szemvillanás alatt: Amanda – Maggie Lacey
- Szex és halál kezdőknek: Alexis De Large – Winter Ave Zoli
- Tudom, ki ölt meg: Vicky Redfeather – Colleen Porch
- A Baader–Meinhof csoport: Susanne Albrecht – Hannah Herzsprung
- Elcserélt életek: Margaret
- JCVD: a rendező tolmácsa – Huifang Wang
- Kísértetváros: fiatal feleség – Dequina Moore; nővér – Deborah S. Craig
- Superhero Movie: láthatatlan lány – Pamela Anderson
- Leszbikus vámpírok gyilkosai: Trudi – Ashley Mulheron
- Műkedvelő műkincsrablók: Docens – Wynn Everett
- A világ legjobb apja: Murphy – Morgan Murphy
- A 13-as: Clara – Gaby Hoffmann
- Minden kút Rómába vezet: Ilona – Kristen Schaal
- Sanghaj: Sumiko – Kikucsi Rinko
- Step Up 3.: Anala – Kendra Andrews
- Szerelem és más drogok: Farrah – Megan Ferguson
- Ügynökjátszma: Jane – LaDon Drummond
- Az igazság ára: Lorna – Pell James

### Sorozatok
- A betolakodó: Edith – Esther Rinaldi
- A klón: Vicky – Estefanía Gómez
- A szerelem ösvényei: Gladys Sánchez – Esperanza Rendón
- Bostoni halottkémek: Nora – María Celedonio; Ms. Hopper – April Grace
- Csacska angyal: Renata "Nata" – Micaela Vázquez
- Lalola: Julia Carozo – Violeta Urtizberea
- Malibui szívtiprók: Julie Tate – Essence Atkins
- Topmodell leszek!: Mercedes Scelba-Shorte
- Trinity kórház: Judy Pasram – Noureen DeWulf

### Dokumentumfilm-sorozatok
- A Föld legviccesebb állatai: vörös nő (24. rész)
- A világjáró túra / Thaiföld és Laosz: 1. utazó, utazó
- Állatgondozók: nő 1 (7. rész)
- Állati sztárok: Liz (3. rész)
- Állatmentések: Kelly Smith (2. rész), Sarah (6. rész), Mikki Andrews (6. rész), Emma (10. rész), Felicity (10. rész), Kirsty (11. rész), Karis Havard (12. rész), Julie Rahferty (12. rész), Carly Murdock (24., 50. rész), Emma May (24. rész), Sally (26. rész), Amy (32. rész), Shona (39. rész), Lány (50. rész)
- Állatorvosi mentőakció: Michelle Worlton (7. rész)
- Animal doctor: Sharlene Greenwood (7. rész)
- Animal precint: Dr. Pamela Cosey, nő 2, Dr. Amy Schien, Merissa M.
- AXN-TV: női hang 1 (113. rész), nő 1 (114. rész), Yvone (116. rész), Veronica (119. rész)
- Haláli szakmák: Aknaszedők: Amira Vatres
- Harc a vadvilágér: nő 1 (1. rész)
- Kígyó-kórház: Barbara (4. rész)
- Kiküldetésen – Leopárdmentés: nő, asszisztens
- Kísértet szállók: Beverly Giusrti
- Ritusok: A szüzek tánca: lány 2, lány 4
- Városi taxi – Szentpétervár: Lila pulcsis nő
- Versenyfutás az idővel – Lisszabon: helybéli nő 1, nő 4, nő 6
- Versenyfutás az idővel – Madrid: Copfos napszemüveges lány, inges szemüveges lány, virágos lány, fekete copfos lány
- Versenyfutás az idővel – Shanghai: diáklány, lány 2, szemüveges lány

### Anime és rajzfilm
- Slayers – A kis boszorkány: Verselő Lina – Hajasibara Megumi
- InuYasha: Kikjó – Hidaka Noriko
- InuYasha, a film – Az időt felülmúló szerelem: Kikjó – Hidaka Noriko
- InuYasha, a film 2. – Kastély a tükör mögött: Kikjó – Hidaka Noriko
- InuYasha, a film 3. – A világhódítás kardjai: Kikjó – Hidaka Noriko
- InuYasha, a film 4. – A vörösen lángoló Haurai sziget: Kikjó – Hidaka Noriko
- Vadmacska kommandó: Kikki Benjamin – Mocsizuki Hiszajo
- Kaleido Star: Sarah Dupoth  – Hiszakava Aja
- Blue Gender: Minnie
- Deltora Quest: Prin
- Digimonok - A új kaland: Floramon
- Full Metal Panic!: Siori Kudó, vörös hajú suttogó lány
- F-Zero: Luna Rider
- MegaMan NT Warrior: Salama
- Nana: Mari (1. hang)
- Naruto: Cucsi Kin – Koike Akiko
- Sámán király: Teko
- Tsubasa kapitány: Macumoto Kaori
- Tsubasa kapitány 2002: Macumoto Kaori, Roberto anyja
- Avatár – Aang legendája: Kiyoshi, Unji, Song
- Az icipici óriás: Sarah Baukan
- Ferdy, a hangya: Katica (Gwendolin) (2. magyar változat)
- Super Mario kalandjai: Koote Pie Koopa (Wendy O. Koopa) (2. magyar változat)
- Tappancsmesék: Szarka (2. hang)
- X-Men: Evolúció: Robbancs
- Bolondos dallamok: további magyar hang
- Garfield és barátai: további magyar hang (2. magyar változat)
- Kalandra fel!: további magyar hang
- Moby Dick és a Mu titka: Angie (Mu vezető nakalja)